# Parafia Zesłania Ducha Świętego w Żuchlowie
Parafia Zesłania Ducha Świętego w Żuchlowie – znajduje się w dekanacie Góra zachód  w archidiecezji wrocławskiej. Erygowana w 1991 roku.
Obsługiwana przez księży archidiecezjalnych. Jej proboszczem jest ks. mgr kanonik Mariusz Kopras..

## Parafialne księgi metrykalne
| Księgi metrykalne | Okres ewidencji |
| ----------------- | --------------- |
| chrztów           | 1991 -          |
| ślubów            | 1991 -          |
| zgonów            | 1991 -          |